# Stubenberg, Bayern
Stubenberg är en kommun och ort i Landkreis Rottal-Inn i Regierungsbezirk Niederbayern i förbundslandet Bayern i Tyskland.
Kommunen ingår i kommunalförbundet Ering tillsammans med kommunen Ering.